# Łukasz Poręba
Łukasz Poręba (ur. 13 marca 2000 w Legnicy) – polski piłkarz występujący na pozycji pomocnika w niemieckim klubie SV 07 Elversberg do którego jest wypożyczony z Hamburger SV, oraz w reprezentacji Polski do lat 21. Wychowanek Zagłębia Lubin.